# 洪義男
洪義男（1944年7月18日—2011年10月1日）是台灣的漫畫家。出生於台北。

## 人物
- 早在1960年代初就以「天下第二人」叱吒於武俠漫畫界。
- 洪義男小學一畢業，即因愛畫圖而找了寶石出版社的工作，天未亮就迫不及待的跑到出版社去開門。他的首部作品在《學童》連載，篇名「薛仁貴征東」。當寶石總編輯蔡焜霖移師文昌出版社時，他也獲邀至文昌，在文昌成了台柱，作品有《血劫》、《天地血牌》、《陰魔傳》、《魔妓》、《天魔令》、《天外天》等，成為漫畫大家，其中《天外天》是他最滿意的作品。
- 他畫過的圖畫書有《水筆仔》、《女兒泉》、《西遊記》等數十本之多，成績斐然，是漫畫家中少數四十年來未停筆者之一。
- 2011年10月1日因肝癌過世，享年六十七歲。

## 簡歷
- 1960年 - 在《新少年》連載「月光女俠」、在《模範少年》發表「旋風俠」、在《漫畫週刊》刊登「蝙蝠俠」。
- 1966年 - 朝兒童插畫發展，也在《智慧》、《王子》、《時報周刊》、《小讀者》、《幼獅少年》、《光華》《快樂兒童半月刊》等雜誌，畫不同形式的作品。

## 作品一覽
- 《天下第二人》　改編自田歌的同名小说。
- 《天地血牌》　改編自田歌的小说《天地牌》。
- 《陰魔傳》　改編自田歌的同名小说。
- 《人間閰王》　改編自田歌的同名小说。
- 《俥傌砲》　改編自田歌的同名小说。
- 《天地牌》　改編自田歌的同名小说。
- 《薛仁貴征東》
- 《血劫》
- 《魔妓》
- 《天魔令》
- 《天外天》
- 《月光女俠》
- 《旋風俠》
- 《水筆仔》
- 《女兒泉》
- 《西遊記》
- 《彩虹山的寶藏》